# 青山町 (八尾市)
青山町（あおやまちょう）は、大阪府八尾市の町。現行行政地名は青山町一丁目から青山町五丁目。住居表示は実施済み。
現住所表記施行前の大字八尾、東郷、庄之内、成法字、今井、別宮、小阪合の各地域の一部が交雑していた。
昭和39年の現住所表記変更時に周囲の地域とともに整理されて新しく設置された。

## 歴史
令制国一覧 > 畿内 > 河内国 > 若江郡 > 庄之内村、成法寺村、今井村、別宮村、小阪合村、八尾村ほか
江戸時代の頃から西側に位置する村々の支配地が交雑した「八か村交雑地」の一部だった。さらに東にある小阪合村の支配地も交雑していた。
現住所表記変更に前後して萱振曙川線（八尾道明寺線）の部分開通を機に沿道は発展していったが東側の楠根川に沿った町域東側の発展は青山宿舎付近を除いて遅れた。市役所本庁舎（本町1丁目）建て替え（1994年（平成6年）竣工）の際に仮庁舎が当地に設置され、平行してアクセス道路（市道山本第403号線・八尾第519号線など）の整備、楠根川の改修（若干東側への付け替え）が行われた。また南小阪合町との境界変更が行われた。

## 地理
4つの主要道路（大阪港八尾線、八尾道明寺線（通称：青山通り）、市道山本第403号線、市道八尾第519号線）に囲まれた地域。現在は概ね市街地化されている。

## 世帯数と人口
2020年（令和2年）3月31日現在（八尾市発表）の世帯数と人口は以下の通りである。
| 丁目         | 世帯数    | 人口    |
| ------------ | --------- | ------- |
| 青山町一丁目 | 99世帯    | 215人   |
| 青山町二丁目 | 294世帯   | 643人   |
| 青山町三丁目 | 317世帯   | 730人   |
| 青山町四丁目 | 398世帯   | 845人   |
| 青山町五丁目 | 540世帯   | 979人   |
| 計           | 1,648世帯 | 3,412人 |

### 人口の変遷
国勢調査による人口の推移。
| 1995年（平成7年）  | 2,859人 | [ 5 ] |  |
| 2000年（平成12年） | 3,142人 | [ 6 ] |  |
| 2005年（平成17年） | 3,243人 | [ 7 ] |  |
| 2010年（平成22年） | 3,108人 | [ 8 ] |  |
| 2015年（平成27年） | 3,309人 | [ 9 ] |  |

### 世帯数の変遷
国勢調査による世帯数の推移。
| 1995年（平成7年）  | 989世帯   | [ 5 ] |  |
| 2000年（平成12年） | 1,139世帯 | [ 6 ] |  |
| 2005年（平成17年） | 1,253世帯 | [ 7 ] |  |
| 2010年（平成22年） | 1,254世帯 | [ 8 ] |  |
| 2015年（平成27年） | 1,325世帯 | [ 9 ] |  |

## 学区
市立小・中学校に通う場合、学区は以下の通りとなる（2020年5月時点）。
| 丁目         | 番                                              | 小学校               | 中学校               |
| ------------ | ----------------------------------------------- | -------------------- | -------------------- |
| 青山町一丁目 | 全域                                            | 八尾市立高美小学校   | 八尾市立高美中学校   |
| 青山町二丁目 | 全域                                            | 八尾市立高美小学校   | 八尾市立高美中学校   |
| 青山町三丁目 | 1～3番 5番1～10号 5番40～69号 6～7番            | 八尾市立高美小学校   | 八尾市立高美中学校   |
| 青山町三丁目 | 4番 5番11～39号                                 | 八尾市立南山本小学校 | 八尾市立曙川中学校   |
| 青山町四丁目 | 1～9番 10番1～16号 10番34～36号 11番            | 八尾市立高美小学校   | 八尾市立高美中学校   |
| 青山町四丁目 | 10番17～33号                                    | 八尾市立刑部小学校   | 八尾市立曙川南中学校 |
| 青山町五丁目 | 3番9～32号                                      | 八尾市立刑部小学校   | 八尾市立曙川南中学校 |
| 青山町五丁目 | 8番1～25号 8番54～55号                          | 八尾市立南山本小学校 | 八尾市立曙川中学校   |
| 青山町五丁目 | 1～2番 3番1～8号 3番33～36号 4～7番 8番26～53号 | 八尾市立高美小学校   | 八尾市立高美中学校   |

## 事業所
2016年（平成28年）現在の経済センサス調査による事業所数と従業員数は以下の通りである。
| 丁目         | 事業所数 | 従業員数 |
| ------------ | -------- | -------- |
| 青山町一丁目 | 10事業所 | 154人    |
| 青山町二丁目 | 8事業所  | 48人     |
| 青山町三丁目 | 12事業所 | 99人     |
| 青山町四丁目 | 31事業所 | 411人    |
| 青山町五丁目 | 11事業所 | 40人     |
| 計           | 72事業所 | 752人    |

## 施設
- 八尾市立総合体育館（ウィング）（3丁目）
- 雇用促進住宅青山宿舎（5丁目）

## 交通
主要道路
- 大阪府道5号大阪港八尾線
- 大阪府道174号八尾道明寺線
- 市道山本第403号線 （青山町3丁目2番地先 - 山本町南八丁目交差点）
- 市道八尾第519号線 （青山4丁目交差点 - 山本町南八丁目交差点）

## その他

### 日本郵便
- 郵便番号 : 581-0018[2]（集配局：八尾郵便局[14]）。